# Högsön
Högsön är en by mellan sjöarna Vitåfjärden och Sladan i Råneå socken i Luleå kommun. Mellan 2015 och 2020 avgränsade SCB här en småort. Under 2017 lade Skanova ner det kopparbaserade telenätet på orten.